# La Maison du cauchemar (film, 1988)
Pour les articles homonymes, voir La Maison du cauchemar.
Pour plus de détails, voir Fiche technique et Distribution.
La Maison du cauchemar (La Casa 3 : Ghost House) est un film italo-américain réalisé par Umberto Lenzi, sorti en 1988.
En Italie, il est considéré comme une suite non officielle d'Evil Dead et Evil Dead 2, sortis sous le titre La Casa dans le pays. Le film engendra lui-même plusieurs suites : Démoniaque présence, Au-delà des ténèbres, House 2, House 3.

## Synopsis
Un père enferme sa fille du nom de Henrieta dans la cave afin de lui donner une punition pour avoir égorgé leur chat. Peu après, le père et la mère sont assassinés par un tueur inconnu. La petite fille, quant à elle, reste enfermée dans la cave avec son clown et finit par mourir, faute de personne pour la délivrer.
Vingt ans plus tard, un jeune homme du nom de Marc capte avec sa radio un message de détresse suivi d'un cri et d'un étrange son ressemblant à une comptine pour enfant. Avec sa petite amie Marta, il décide de découvrir d'où vient cette radio ce qui les mène à une vieille maison qui semble vide. Là-bas, un homme étrange avec une pelle leur dit de partir de cet endroit. Marc et Marta ne l'écoutent pas et se rendent dans la maison.
Là-bas, ils trouvent la radio qu'ils cherchaient mais sont surpris par un homme du nom de Jim qui est en vacances dans cette maison avec Paul, Suzanne et Tina.

## Fiche technique
- Titre original : La Casa 3 : Ghost House
- Titre français : La Maison du cauchemar
- Réalisation : Umberto Lenzi
- Scénario : Umberto Lenzi, Cinthia McGavin et Sheila Goldberg
- Photographie : Franco Delli Colli
- Musique : Piero Montanari
- Pays d'origine : Italie - États-Unis
- Genre : horreur
- Durée : 95 minutes
- Dates de sortie : 
  - France : 1er juin 1988
  - Italie : 11 aout 1988

## Distribution
- Lara Wendel (VF : Jeanine Forney) : Martha
- Greg Rhodes (VF : Jacques Bernard) : Paul Rogers
- Mary Sellers : Susan
- Ron Houck (VF : Daniel Lafourcade) : Mark Dalen
- Martin Jay : Jim Dalen
- Kate Silver (VF : Sophie Gormezzano) : Tina Dalen
- William J. Devany : Le lieutenant
- Donald O'Brien : Valkos
- Willy M. Moon (VF : Éric Chevalier) : Pepe
- Kristen Fougerousse : Henrietta Baker
- Susan Muller : Mme Baker
- Alain Smith : Sam Baker
- Robert Champagne : l'entrepreneur des pompes funèbres

## Lien avec la sagaEvil Dead
En Italie, le film Evil Dead sort sous le titre La Casa (« La Maison » en français). Evil Dead 2 est logiquement intitulé La Casa 2. Pour capitaliser sur le succès des films de Sam Raimi, le film La Casa 3 : Ghost House est produit. Il sortira en 1988, en France sous le titre La Maison du cauchemar. Officiellement, ce film n'a aucun lien avec la saga Evil Dead. La Maison du cauchemar sera suivi de Démoniaque présence (La Casa 4 : Witchcraft, 1988) et Au-delà des ténèbres (La Casa 5 : Beyond Darkness, 1990).
Bien que n'ayant aucun lien avec tous ces films, House 2 : La Deuxième Histoire (1987) et House 3 (1989) seront rebaptisés respectivement La Casa 6 et La Casa 7 pour leur sortie en Italie.